# Aleksandar Pešić
Aleksandar Pešić (szerbül: Александар Пешић; Niš, 1992. május 21. –) szerb válogatott labdarúgó, a Ferencváros támadója.

## Pályafutása

### Klubcsapatokban
Pešić szülővárosa labdarúgó egyesületének, a Radnički Nišnek az akadémiájánál nevelkedett; a felnőtt csapatban 2008 májusában mutatkozott be egy FK ČSK Čelarevo elleni szerb másodosztályú bajnoki mérkőzésen. 2008 és 2010 között a görög ÓFI Kréta labdarúgója volt. 2011 januárjában szerződtette őt a moldáv élvonalbeli Sheriff Tiraspol, amellyel kétszer moldáv bajnok lett (2012, 2013). A 2013–14-es szezonban a szerb élvonalbeli Jagodina csapatában futballozott, huszonkét bajnoki mérkőzésen tizenhárom gólt szerzett, és az idény végén szerződtette őt a Ligue 1-ban szerepelt Toulouse csapata. A 2016–17-es szezonban kölcsönben az olasz élvonalbeli Atalanta játékosa volt; hat mérkőzésen lépett pályára a Serie A-ban az idény végén a bajnokság negyedik helyén végzett csapatban. 2017 nyarán szerződtette őt a Crvena zvezda csapata, amellyel az idény végén szerb bajnoki- és gólkirályi címet szerzett. Pešić 2018 nyarán Ázsia felé vette az irányt; előbb a Szaúd-Arábiai el-Áttihád, majd a Dél-Koreai FC Szöul csapatában játszott. A 2020–2021-es idényben az Európa-liga csoportkörében szerepelt izraeli Makkabi Tel-Aviv labdarúgója volt; az EL csoportkörében gólt szerzett a későbbi győztes Villarreal ellen, valamint az idény végén izraeli kupagyőzelmet ünnepelt. A 2021–22-es szezonban a török élvonalbeli Fatih Karagümrükben futballozott, harmincegy bajnoki mérkőzésen tizennégy gólt szerzett. 2022 nyarán ismét szerződtette őt a Crvena zvezda csapata; a 2022–2023-as Európa-liga csoportkörében csapata mindkét mérkőzésen pályára lépett a Ferencváros ellen, a szezon végén pedig ismét szerb bajnoki címet ünnepelt, valamint szerb kupagyőztes lett.

#### Ferencváros
2023. június 16-án bejelentették, hogy a Ferencváros csapatához igazolt. Szeptember 30-án az MTK ellen 6–1-re megnyert találkozón lőtte első gólját az NB I-ben. November 30-án az Európa-konferencialiga F-csoportjának 5. fordulójában a Čukarički ellen idegenben 2–1-re megnyert mérkőzésen a 98. percben győztes gólt szerzett.

### A válogatottban
Többszörös szerb utánpótlás válogatott, tagja volt a 2011-es U19-es labdarúgó-Európa-bajnokságon és a 2015-ös U21-es labdarúgó-Európa-bajnokságon szerepelt szerb kereteknek. A szerb flenőtt válogatottban 2016. november 15-én mutatkozott be egy Ukrajna elleni barátságos mérkőzésen.

#### Mérkőzései a szerb válogatottban
| #  | Dátum              | Ellenfél | Eredmény | Kiírás              | Esemény |
| -- | ------------------ | -------- | -------- | ------------------- | ------- |
| 1. | 2016. november 15. | Ukrajna  | 0 – 2    | barátságos mérkőzés | 46'     |

## Sikerei, díjai
Sheriff Tiraspol
- Moldáv bajnok (2): 2011–12, 2012–13
- Moldáv szuperkupagyőztes (1): 2013

 Crvena zvezda
- Szerb bajnok (2): 2017–18, 2022–23
- Szerb kupagyőztes (1): 2022–23

 Makkabi Tel-Aviv
- Izraeli kupagyőztes (1): 2020–21

 Ferencváros
- Magyar bajnok (2): 2023–24, 2024–25[5]
- Magyar kupa ezüstérem (2): 2024,[6] 2025

### Egyéni
- Szerb bajnokság – Gólkirály (1): 2017–18
- Szerb bajnokság – A szezon játékosa (1): 2017–18
- Szerb bajnokság – A szezon csapata (2): 2013–14, 2017–18